# پاشلک معمولی

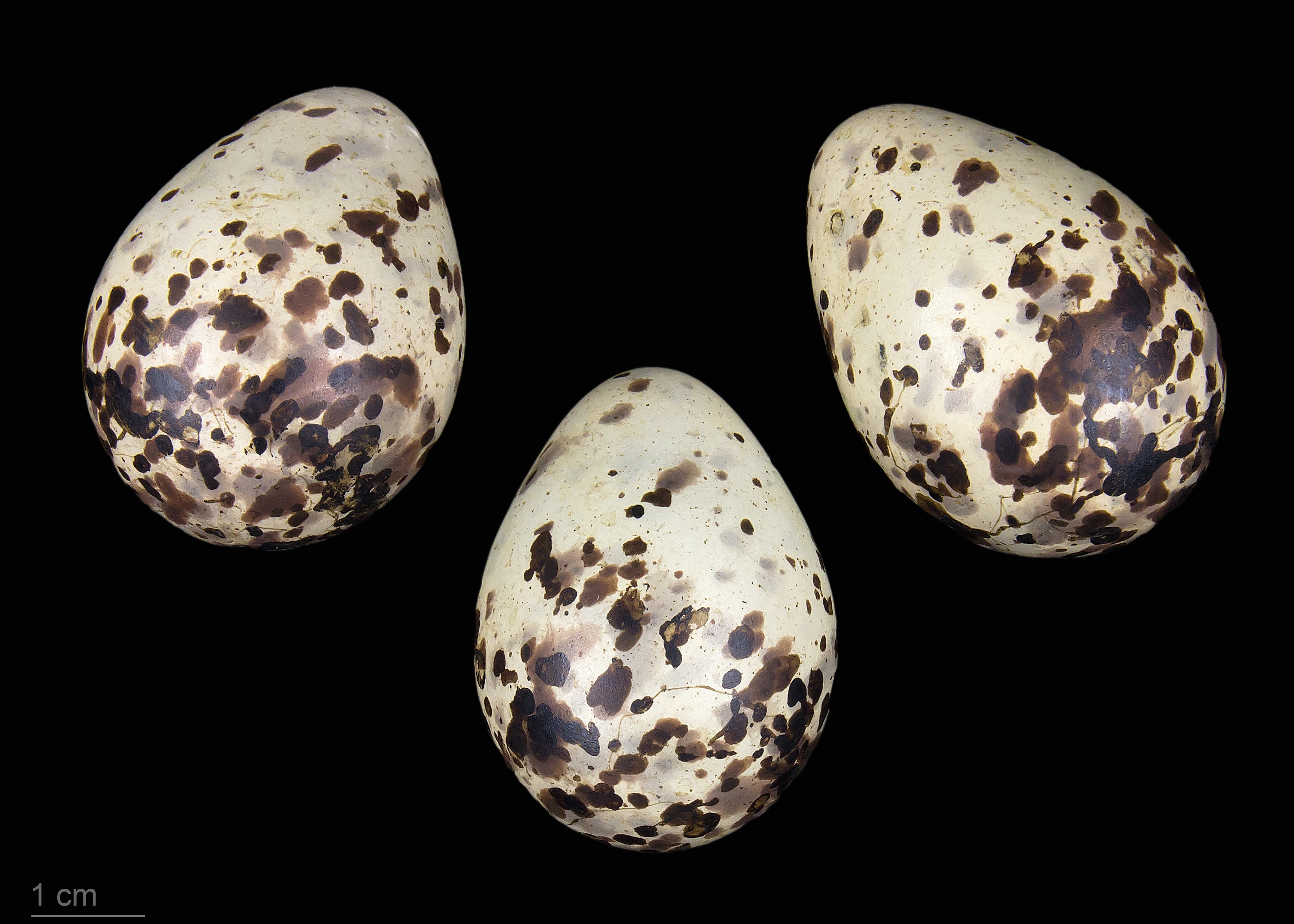
Gallinago gallinago faeroeensis

پاشلک معمولی (به انگلیسی: Common Snipe) پرنده‌ای از خانواده پاشلک است که در قاره اروپا و آسیا زندگی می‌کند.
طول این پرنده در زمان بلوغ ۲۵–۲۷ سانتی‌متر، طول بال‌های آن ۴۴–۴۷ سانتی‌متر و وزن آن ۸۰–۱۴۰ گرم (قبل از مهاجرت تا ۱۸۰ گرم) می‌رسد، همچنین دارای پاهایی کوتاه (۵٫۵–۷ سانتی‌متر) است.
زیستگاه پاشلک معمولی در توندرا، هور و لجن‌زارها است، این پرندگان در زمستان به مناطق جنوبی و غربی اروپا و قاره آفریقا و همچنین به مناطق جنوب آسیا مهاجرت میکنند.